# Goto Yusuke
Yusuke Goto (後藤 優介 (Hậu-Đằng Ưu-Giới) Gotō Yūsuke, sinh ngày 23 tháng 4 năm 1993) là một cầu thủ bóng đá người Nhật Bản thi đấu cho Oita Trinita.

## Thống kê câu lạc bộ
Cập nhật đến ngày 23 tháng 2 năm 2017.
| Thành tích câu lạc bộ | Thành tích câu lạc bộ | Thành tích câu lạc bộ | Giải vô địch | Giải vô địch | Cúp                   | Cúp                   | Cúp Liên đoàn | Cúp Liên đoàn | Tổng cộng | Tổng cộng |
| Mùa giải              | Câu lạc bộ            | Giải vô địch          | Số trận      | Bàn thắng    | Số trận               | Bàn thắng             | Số trận       | Bàn thắng     | Số trận   | Bàn thắng |
| Nhật Bản              | Nhật Bản              | Nhật Bản              | Giải vô địch | Giải vô địch | Cúp Hoàng đế Nhật Bản | Cúp Hoàng đế Nhật Bản | J. League Cup | J. League Cup | Tổng cộng | Tổng cộng |
| --------------------- | --------------------- | --------------------- | ------------ | ------------ | --------------------- | --------------------- | ------------- | ------------- | --------- | --------- |
| 2012                  | Oita Trinita          | J2 League             | 2            | 0            | -                     | -                     | -             | -             | 2         | 0         |
| 2012                  | Hoyo Oita             | JFL                   | 9            | 0            | 2                     | 1                     | -             | -             | 11        | 1         |
| 2013                  | Oita Trinita          | J1 League             | 3            | 0            | 3                     | 1                     | 1             | 0             | 7         | 1         |
| 2014                  | Oita Trinita          | J2 League             | 20           | 2            | 0                     | 0                     | -             | -             | 20        | 2         |
| 2015                  | Oita Trinita          | J2 League             | 29           | 3            | 3                     | 1                     | -             | -             | 32        | 4         |
| 2016                  | Oita Trinita          | J3 League             | 24           | 14           | 1                     | 0                     | -             | -             | 25        | 14        |
| 2017                  | Oita Trinita          | J2 League             | 41           | 17           | 1                     | 0                     | -             | -             | 42        | 17        |
| 2018                  | Oita Trinita          | J2 League             |              |              |                       |                       | -             | -             |           |           |
| Tổng                  | Tổng                  | Tổng                  | 128          | 36           | 10                    | 3                     | 1             | 0             | 139       | 39        |